# Belle Fille River
Belle Fille River är ett vattendrag i Dominica.   Det ligger i parishen Saint David, i den sydöstra delen av landet, 18 km nordost om huvudstaden Roseau. Belle Fille River ligger på ön Dominica.